# Santerno (Ravenna)
Santerno (Santéran in romagnolo) è una frazione del comune di Ravenna. Il centro abitato ha una popolazione di 1 012 persone, mentre nel territorio della frazione vivono 1 555 abitanti. 
Confina a est con Piangipane, a sud con Russi, a nord con Ammonite e Mezzano, a ovest con Villanova di Bagnacavallo e il fiume Lamone.

## Economia
L'agricoltura è l'attività preminente, soprattutto per la coltivazione di peschi e viti.
Sono presenti alcune botteghe d'artigianato rinomate nella provincia, e fabbriche per la produzione di Sangiovese.